# Bactridium atratum
Bactridium atratum es una especie de coleóptero de la familia Monotomidae.

## Distribución geográfica
Habita en Brasil.